# Fußball-Europameisterschaft der Frauen 2017/Gruppe B
Dieser Artikel umfasst die Spiele der Vorrundengruppe B der Fußball-Europameisterschaft der Frauen 2017 mit allen statistischen Details.
| Pl.                                                                              | Land        | Sp. | S | U | N | Tore    | Diff. | Punkte |
| -------------------------------------------------------------------------------- | ----------- | --- | - | - | - | ------- | ----- | ------ |
| 1.                                                                               | Deutschland | 3   | 2 | 1 | 0 | 004:100 | +3    | 07     |
| 2.                                                                               | Schweden    | 3   | 1 | 1 | 1 | 004:300 | +1    | 04     |
| 3.                                                                               | Russland    | 3   | 1 | 0 | 2 | 002:500 | −3    | 03     |
| 4.                                                                               | Italien     | 3   | 1 | 0 | 2 | 005:600 | −1    | 03     |
| Anmerkung: Für Platz 3 und 4 ist der direkte Vergleich maßgeblich (siehe Modus). |             |     |   |   |   |         |       |        |

## Italien – Russland 1:2 (0:2)
| Italien                                                         | Italien | Russland | Russland | Aufstellung                        |
| --------------------------------------------------------------- | --- | --- | -------- | ---------------------------------- |
| Italien                                                         | \| 17. Juli 2017, 18 Uhr in Rotterdam (Sparta Stadion Het Kasteel) \| \| Zuschauer: 669 \| \| Schiedsrichterin: Jana Adámková ( Tschechien) \| \| Spielbericht \| | \| 17. Juli 2017, 18 Uhr in Rotterdam (Sparta Stadion Het Kasteel) \| \| Zuschauer: 669 \| \| Schiedsrichterin: Jana Adámková ( Tschechien) \| \| Spielbericht \| | Russland | Aufstellung Italien gegen Russland |
| Italien                                                         | Chiara Marchitelli – Sara Gama (27. Linda Tucceri Cimini), Cecilia Salvai, Elena Linari, Elisa Bartoli – Alia Guagni (71. Barbara Bonansea), Daniela Stracchi, Manuela Giugliano, Marta Carissimi (61. Cristiana Girelli) – Ilaria Mauro, Melania Gabbiadini Cheftrainer: Antonio Cabrini | Tatjana Schtscherbak – Elwira Sijastinowa, Darja Makarenko, Anna Koschnikowa , Natalja Solodkaja – Jelena Morosowa – Jekaterina Sotschnewa (90. Marina Kiskonen), Nadeschda Smirnowa, Anna Tscholowjaga (59. Jekaterina Pantjuchina), Margarita Tschernomyrdina – Jelena Danilowa (75. Nadeschda Karpowa) Cheftrainer: Jelena Fomina | Russland | Aufstellung Italien gegen Russland |
| Italien                                                         | 1:2 Ilaria Mauro (89.) | 0:1 Jelena Danilowa (9.) 0:2 Jelena Morosowa (26.) | Russland | Aufstellung Italien gegen Russland |
| Italien                                                         | Linari (69.), Bartoli (90.) | Schtscherbak (61.) | Russland | Aufstellung Italien gegen Russland |
| Italien                                                         | Erster Sieg für Russland bei einer EM-Endrunde | | Russland | Aufstellung Italien gegen Russland |
| Italien                                                         | Spieler des Spiels: Jelena Morosowa (Russland) | | Russland | Aufstellung Italien gegen Russland |
| 17. Juli 2017, 18 Uhr in Rotterdam (Sparta Stadion Het Kasteel) | | |          |                                    |
| Zuschauer: 669                                                  | | |          |                                    |
| Schiedsrichterin: Jana Adámková ( Tschechien)                   | | |          |                                    |
| Spielbericht                                                    | | |          |                                    |

## Deutschland – Schweden 0:0
| Deutschland                                             | Deutschland | Schweden | Schweden | Aufstellung                            |
| ------------------------------------------------------- | --- | --- | -------- | -------------------------------------- |
| Deutschland                                             | \| 17. Juli 2017, 20:45 Uhr in Breda (Rat-Verlegh-Stadion) \| \| Zuschauer: 9.276 \| \| Schiedsrichterin: Katalin Kulcsár ( Ungarn) \| \| Spielbericht \| | \| 17. Juli 2017, 20:45 Uhr in Breda (Rat-Verlegh-Stadion) \| \| Zuschauer: 9.276 \| \| Schiedsrichterin: Katalin Kulcsár ( Ungarn) \| \| Spielbericht \| | Schweden | Aufstellung Deutschland gegen Schweden |
| Deutschland                                             | Almuth Schult – Anna Blässe (73. Leonie Maier), Babett Peter, Josephine Henning, Carolin Simon – Kristin Demann – Lina Magull, Dzsenifer Marozsán , Sara Däbritz – Anja Mittag (65. Hasret Kayikçi), Svenja Huth (39. Mandy Islacker) Cheftrainer: Steffi Jones | Hedvig Lindahl – Jessica Samuelsson, Nilla Fischer, Linda Sembrant, Jonna Andersson (87. Magdalena Eriksson) – Kosovare Asllani, Lisa Dahlkvist, Caroline Seger , Olivia Schough (56. Elin Rubensson) – Fridolina Rolfö (56. Stina Blackstenius), Lotta Schelin Cheftrainer: Pia Sundhage | Schweden | Aufstellung Deutschland gegen Schweden |
| Deutschland                                             | Magull (75.) | | Schweden | Aufstellung Deutschland gegen Schweden |
| Deutschland                                             | Spieler des Spiels: Dzsenifer Marozsán (Deutschland) | | Schweden | Aufstellung Deutschland gegen Schweden |
| 17. Juli 2017, 20:45 Uhr in Breda (Rat-Verlegh-Stadion) | | |          |                                        |
| Zuschauer: 9.276                                        | | |          |                                        |
| Schiedsrichterin: Katalin Kulcsár ( Ungarn)             | | |          |                                        |
| Spielbericht                                            | | |          |                                        |

## Schweden – Russland 2:0 (1:0)
| Schweden                                                     | Schweden | Russland | Russland | Aufstellung                         |
| ------------------------------------------------------------ | --- | --- | -------- | ----------------------------------- |
| Schweden                                                     | \| 21. Juli 2017, 18 Uhr in Deventer (Stadion De Adelaarshorst) \| \| Zuschauer: 5.764 \| \| Schiedsrichterin: Stéphanie Frappart ( Frankreich) \| \| Spielbericht \| | \| 21. Juli 2017, 18 Uhr in Deventer (Stadion De Adelaarshorst) \| \| Zuschauer: 5.764 \| \| Schiedsrichterin: Stéphanie Frappart ( Frankreich) \| \| Spielbericht \| | Russland | Aufstellung Schweden gegen Russland |
| Schweden                                                     | Hedvig Lindahl – Jessica Samuelsson, Nilla Fischer, Linda Sembrant, Magdalena Eriksson – Kosovare Asllani, Caroline Seger, Lisa Dahlkvist (63. Hanna Folkesson), Olivia Schough (46. Fridolina Rolfö) – Stina Blackstenius (73. Pauline Hammarlund), Lotta Schelin Cheftrainer: Pia Sundhage | Tatjana Schtscherbak – Elwira Sijastinowa, Darja Makarenko, Anna Koschnikowa , Natalja Solodkaja – Jelena Morosowa – Jekaterina Sotschnewa (81. Marina Kiskonen), Anna Tscholowjaga, Nadeschda Smirnowa, Margarita Tschernomyrdina (66. Marina Fjodorowa) – Jelena Danilowa (73. Nadeschda Karpowa) Cheftrainer: Jelena Fomina | Russland | Aufstellung Schweden gegen Russland |
| Schweden                                                     | 1:0 Lotta Schelin (22.) 2:0 Stina Blackstenius (51.) | | Russland | Aufstellung Schweden gegen Russland |
| Schweden                                                     | Eriksson (17.) | Sotschnewa (11.), Morosowa (55.) | Russland | Aufstellung Schweden gegen Russland |
| Schweden                                                     | Spieler des Spiels: Lotta Schelin (Schweden) | | Russland | Aufstellung Schweden gegen Russland |
| 21. Juli 2017, 18 Uhr in Deventer (Stadion De Adelaarshorst) | | |          |                                     |
| Zuschauer: 5.764                                             | | |          |                                     |
| Schiedsrichterin: Stéphanie Frappart ( Frankreich)           | | |          |                                     |
| Spielbericht                                                 | | |          |                                     |

## Deutschland – Italien 2:1 (1:1)
| Deutschland                                                     | Deutschland | Italien | Italien | Aufstellung                           |
| --------------------------------------------------------------- | --- | --- | ------- | ------------------------------------- |
| Deutschland                                                     | \| 21. Juli 2017, 20:45 Uhr in Tilburg (König-Wilhelm-II.-Stadion) \| \| Zuschauer: 7.108 \| \| Schiedsrichterin: Kateryna Monsul ( Ukraine) \| \| Spielbericht \| | \| 21. Juli 2017, 20:45 Uhr in Tilburg (König-Wilhelm-II.-Stadion) \| \| Zuschauer: 7.108 \| \| Schiedsrichterin: Kateryna Monsul ( Ukraine) \| \| Spielbericht \| | Italien | Aufstellung Deutschland gegen Italien |
| Deutschland                                                     | Almuth Schult – Isabel Kerschowski, Babett Peter, Josephine Henning (46. Kathrin Hendrich), Leonie Maier – Linda Dallmann (88. Lina Magull), Kristin Demann, Sara Däbritz – Anja Mittag, Dzsenifer Marozsán , Mandy Islacker (79. Lena Petermann) Cheftrainer: Steffi Jones | Laura Giuliani – Alia Guagni, Elena Linari, Cecilia Salvai, Elisa Bartoli – Marta Carissimi, Daniela Stracchi, Valentina Cernoia (73. Linda Tucceri Cimini), Barbara Bonansea – Ilaria Mauro (45.+2′ Cristiana Girelli), Melania Gabbiadini (84. Daniela Sabatino) Cheftrainer: Antonio Cabrini | Italien | Aufstellung Deutschland gegen Italien |
| Deutschland                                                     | 1:0 Josephine Henning (19.) 2:1 Babett Peter (67., Foulelfmeter) | 1:1 Ilaria Mauro (29.) | Italien | Aufstellung Deutschland gegen Italien |
| Deutschland                                                     | Henning (39.), Maier (81.), Mittag (85.) | Carissimi (54.), Bartoli (64.), Stracchi (66.) | Italien | Aufstellung Deutschland gegen Italien |
| Deutschland                                                     | Bartoli (69.) | | Italien | Aufstellung Deutschland gegen Italien |
| Deutschland                                                     | Spieler des Spiels: Linda Dallmann (Deutschland) | | Italien | Aufstellung Deutschland gegen Italien |
| 21. Juli 2017, 20:45 Uhr in Tilburg (König-Wilhelm-II.-Stadion) | | |         |                                       |
| Zuschauer: 7.108                                                | | |         |                                       |
| Schiedsrichterin: Kateryna Monsul ( Ukraine)                    | | |         |                                       |
| Spielbericht                                                    | | |         |                                       |

## Russland – Deutschland 0:2 (0:1)
| Russland                                                  | Russland | Deutschland | Deutschland | Aufstellung                            |
| --------------------------------------------------------- | --- | --- | ----------- | -------------------------------------- |
| Russland                                                  | \| 25. Juli 2017, 20:45 Uhr in Utrecht (Stadion Galgenwaard) \| \| Zuschauer: 6.458 \| \| Schiedsrichterin: Monika Mularczyk ( Polen) \| \| Spielbericht \| | \| 25. Juli 2017, 20:45 Uhr in Utrecht (Stadion Galgenwaard) \| \| Zuschauer: 6.458 \| \| Schiedsrichterin: Monika Mularczyk ( Polen) \| \| Spielbericht \| | Deutschland | Aufstellung Russland gegen Deutschland |
| Russland                                                  | Tatjana Schtscherbak – Elwira Sijastinowa, Darja Makarenko (28. Jekaterina Morosowa), Anna Koschnikowa , Natalja Solodkaja – Jelena Morosowa – Jekaterina Sotschnewa, Nadeschda Smirnowa (46. Marina Fjodorowa), Anna Tscholowjaga, Margarita Tschernomyrdina (63. Nadeschda Karpowa) – Jelena Danilowa Cheftrainer: Jelena Fomina | Almuth Schult – Anna Blässe, Lena Goeßling, Babett Peter, Carolin Simon – Sara Doorsoun-Khajeh, Kristin Demann, Sara Däbritz (68. Lina Magull) – Anja Mittag (75. Tabea Kemme), Dzsenifer Marozsán , Mandy Islacker (46. Hasret Kayikçi) Cheftrainer: Steffi Jones | Deutschland | Aufstellung Russland gegen Deutschland |
| Russland                                                  | 0:1 Babett Peter (10., Foulelfmeter) 0:2 Dzsenifer Marozsán (56., Foulelfmeter) | | Deutschland | Aufstellung Russland gegen Deutschland |
| Russland                                                  | Koschnikowa (43.) | | Deutschland | Aufstellung Russland gegen Deutschland |
| Russland                                                  | Spieler des Spiels: Babett Peter (Deutschland) | | Deutschland | Aufstellung Russland gegen Deutschland |
| 25. Juli 2017, 20:45 Uhr in Utrecht (Stadion Galgenwaard) | | |             |                                        |
| Zuschauer: 6.458                                          | | |             |                                        |
| Schiedsrichterin: Monika Mularczyk ( Polen)               | | |             |                                        |
| Spielbericht                                              | | |             |                                        |

## Schweden – Italien 2:3 (1:2)
| Schweden                                                       | Schweden | Italien | Italien | Aufstellung                        |
| -------------------------------------------------------------- | --- | --- | ------- | ---------------------------------- |
| Schweden                                                       | \| 25. Juli 2017, 20:45 Uhr in Doetinchem (Stadion De Vijverberg) \| \| Zuschauer: 5.203 \| \| Schiedsrichterin: Esther Staubli ( Schweiz) \| \| Spielbericht \| | \| 25. Juli 2017, 20:45 Uhr in Doetinchem (Stadion De Vijverberg) \| \| Zuschauer: 5.203 \| \| Schiedsrichterin: Esther Staubli ( Schweiz) \| \| Spielbericht \| | Italien | Aufstellung Schweden gegen Italien |
| Schweden                                                       | Hedvig Lindahl – Elin Rubensson, Linda Sembrant, Magdalena Eriksson, Jonna Andersson – Kosovare Asllani (46. Fridolina Rolfö), Hanna Folkesson, Caroline Seger (46. Lisa Dahlkvist), Olivia Schough (79. Julia Spetsmark) – Stina Blackstenius, Lotta Schelin Cheftrainer: Pia Sundhage | Laura Giuliani – Alia Guagni, Elena Linari, Federica Di Criscio, Linda Tucceri Cimini (60. Manuela Giugliano) – Aurora Galli, Daniela Stracchi (84. Marta Carissimi), Martina Rosucci – Melania Gabbiadini , Daniela Sabatino (77. Cristiana Girelli), Barbara Bonansea Cheftrainer: Antonio Cabrini | Italien | Aufstellung Schweden gegen Italien |
| Schweden                                                       | 1:1 Lotta Schelin (14., Foulelfmeter) 2:2 Stina Blackstenius (47.) | 0:1 Daniela Sabatino (4.) 1:2 Daniela Sabatino (37.) 2:3 Cristiana Girelli (85.) | Italien | Aufstellung Schweden gegen Italien |
| Schweden                                                       | Di Criscio (13.), Tucceri Cimini (26.) | | Italien | Aufstellung Schweden gegen Italien |
| Schweden                                                       | Spieler des Spiels: Daniela Stracchi (Italien) | | Italien | Aufstellung Schweden gegen Italien |
| 25. Juli 2017, 20:45 Uhr in Doetinchem (Stadion De Vijverberg) | | |         |                                    |
| Zuschauer: 5.203                                               | | |         |                                    |
| Schiedsrichterin: Esther Staubli ( Schweiz)                    | | |         |                                    |
| Spielbericht                                                   | | |         |                                    |